# Estiramiento labial

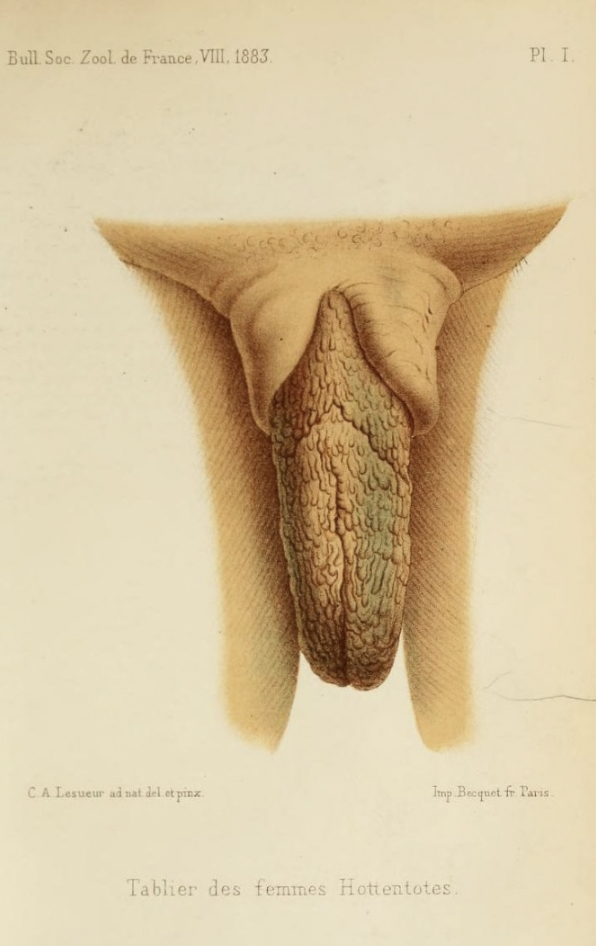
Pliegues de los labios menores, tras haber sido sometido a alargamiento labial.

El estiramiento de labial, es el acto de elongar los labios menores mediante manipulación manual (tensión) o equipos físicos (como pesas).
Es una modificación corporal de los genitales femeninos, que consiste en el estiramiento físico y manual de los labios menores, hasta lograr la longitud deseada, que puede variar de 3 a 8 centímetros. Se usa para crear simetría si los labios son desiguales, para que sean agradables a la vista y para proporcionar una mayor gratificación sexual.
El objetivo es estirar los labios menores hasta que formen largos colgajos que se extienden hacia afuera desde los genitales de la mujer. Se cree que estos colgajos aumentan la estimulación sexual de un hombre durante el coito.
El estiramiento labial, es un tema tabú para ciertos segmentos de la sociedad y para muchas personas que al instante lo relacionan con algo positivo.

## Otros nombres
Se designa alargamiento de los labios vaginales o estiramiento labial (también conocidos como Sinus pudoris o macronympha) y aunque no de manera médica, como el delantal Khoikhoi o el delantal hotentote, son una característica de ciertos grupos khoisan, cuyos miembros femeninos desarrollan labios menores relativamente alargados, colgando hasta cuatro pulgadas fuera de su vulva cuando están de pie en una posición vertical. Aparentemente, la designación del "delantal" se obtuvo de la tendencia de las primeras descripciones europeas a identificar erróneamente el par de labios como un solo órgano ancho, que llamaron en francés un tablier o tablón.
Son varias las denominaciones para el estiramiento labial en África.
- Malawi: kukuna, zokoka, nyini zokoka, kuthuna, kukoka,  kuwotcha  nsatsi,  futa  o  makuna.[2]

- En el norte de la provincia de Cabo Delgado: Nampula, Tete y Zambezia.[2]

- En el resto de Mozambique: puxa puxa, puxamento, ithuna, kukhuna o kupfuwa.[2]

- En Kinyarwanda, Ruanda: Gukuna imishino (alargarse los labios) y guca imyeyo (cortar material para escobas).[2]

- Luganda, Uganda: Okukyalira ensiko (visitar el arbusto).[2][8]

## Contexto histórico

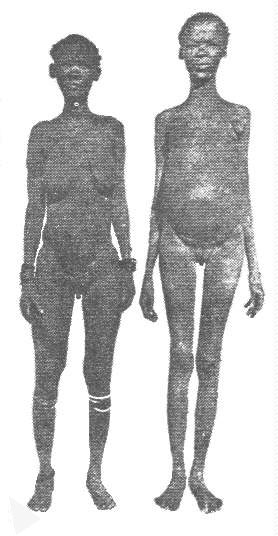
Mujeres khoisan con labios menores visibles.

Los primeros grabados de los resultados de la práctica de elongación de los labios menores de la vagina, están quizás entre los pueblos Khoisanos de África meridional, donde los labios interiores eran varios centímetros más largos que los labios exteriores.
Este procedimiento es antiguo en África. Es practicada entre los San (una de las culturas más antiguas del mundo), los Ju'Hoansi San, establecen que el objetivo de las relaciones sexuales es que cada pareja alcance el orgasmo sexual. Las mujeres de Ju'Hoansi tienen una concepción clara del orgasmo femenino, y muchos dicen que las obtienen con regularidad. Los Ju'Hoansi, como el Kung y otros grupos de San, practican estiramientos o elongaciones de los labios, lo que lo convertiría en la modificación genital femenina más antigua del mundo.
Era común entre las africanas del sur, no sólo entre las mujeres khoikhoi (Joi-Joi), poseer unos labios menores vaginales extraordinariamente desarrollados. 
Es importante mencionar, que el hecho de que una parte del cuerpo fuera "diferente" a lo que la cultura occidental estaba acostumbrada a ver no implica que estuviera "preparada" para dar mas satisfacción al hombre. Esa interpretación esta segada por la idea de que el cuerpo de la mujer solo tiene como fin el placer sexual del hombre, grave error al analizar la realidad. Ahora bien, eso no quita que, de hacerse esa modificación manualmente, el placer sexual del varón fuera un objetivo posible.
Técnicamente, este efecto se conoce como sinus pudoris, aunque en la época del siglo XVIII era más común referirse despectivamente a ello como “delantal hotentote” o “cortina de la vergüenza” .
Este rasgo se notó por primera vez en el siglo XVII, pero se hizo extensamente documentado en la última parte del siglo XVIII y XIX. Siendo el caso del siglo XIX de Sarah Baartman el que atrajo nuevamente la atención por sus labios vaginales alargados.

### Sara Baartman
Sara Baartman nació en 1789 en una región cercana al Río Gamtoos en Cabo Este, hogar de los nativos Joi-Joi. Durante su adolescencia, emigró a Cape Flats, cerca de Ciudad del Cabo donde terminó siendo esclava de unos granjeros y vivió en una pequeña cabaña hasta 1810. Ese año fue vendida al doctor británico William Dunlop, quien la persuadió para irse con él en barco hacia Inglaterra. Lo que Dunlop deseaba, era presentarla en su circo como una rareza, y hacer dinero con ella a través de exhibiciones. La figura de Baartman se debía a la acumulación de grasa en los glúteos llamada esteatopigia. Sus genitales, sobre todo, fueron durante mucho tiempo objeto de gran curiosidad, por poseer la característica llamada sinus pudoris, que es una elongación de los labios menores de la vagina, propia de las mujeres Joi-Joi.

## En la cultura africana

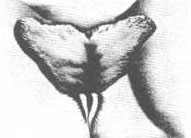
Labios menores prominentes de una mujer Khoisan.

Es una práctica cultural familiar en partes del África oriental y subsahariana, El aspecto más importante de este acto a veces referido como gukuna imishino, es decir, tirar de los labios, es ayudar a la pareja a realizar la práctica sexual de kunyaza.
El alargamiento de los labios menores en África se practica normalmente entre las niñas al inicio de la pubertad, bajo la supervisión de familiares mayores y generalmente es completado antes de la iniciación sexual.
En la cultura ruandesa, los miembros femeninos de la familia enseñan a las niñas en la pubertad cómo tirar de sus labios menores para alargarlos (gukuna imishino -tirar de los labios- en lengua Kiñaruanda).
En muchas culturas bantúes, el procedimiento fue una vez parte de los ritos de paso de una niña a una mujer, a medida que la sociedad de mujeres enseñaba a las novatas las diversas técnicas sexuales, realizaban este procedimiento. El procedimiento y el rito son parte de la concepción africana del ser humano y el papel de la cultura. El rito es un acto comunitario que sacrifica al "individuo egocéntrico" (el niño), para dar a luz a la persona común, una persona cuya identidad es establecida por la comunidad y simple por sí misma.
Los hombres en tales culturas también prefieren que sus esposas tengan labios alargados ya que, supuestamente proporciona una mejor área para los juegos previos y lograr la excitación sexual femenina,  ayuda a facilitar relaciones sexuales más suaves, además de aumentar el elemento de tentación antes de la penetración real en la vagina. Ya sea que estén condicionados por su cultura para valorar esta apariencia femenina o no, estos hombres parecen apreciar los labios alargados, aunque no toman parte directa en asegurar que sus mujeres realicen el estiramiento labial.
Además de Ruanda, esta práctica también se lleva a cabo en Zimbabue, Zambia, Sudáfrica, Malawi, Mozambique, Burundi, Uganda, República Democrática del Congo, Tanzania, Namibia y Lesoto.

## Procedimientos
La elongación de labial, generalmente se practica a lo largo de varios años para lograr resultados duraderos, desde la pubertad en adelante. Por lo general, una niña realiza estiramientos por sí misma como parte de una rutina regular, con la posible inspección, orientación o estiramiento real por parte de una mujer mayor.
En la elongación labial se realiza a través del masaje, donde la mujer estira suavemente hacia afuera sus labios menores mediante la aplicación de fuerza, desde arriba hacia abajo, con las puntas del pulgar y el dedo índice de cada mano. Para ayudar con el estiramiento manual, las niñas están capacitadas para buscar hierbas especiales entre los arbustos disponibles localmente; estas plantas pueden ser Solanum incanum, Solanum aculeastrum o Bidens pilosa, hojas de plátano y patata; las cuales son molidos en una pasta para facilitar el estiramiento. Por ejemplo, en algunos grupos lingüísticos de Malawi y Mozambique, algunas chicas usan aceite de cocina o de ricino (nsatsi) mezclado con ciertas hierbas o con cenizas de alas de murciélagos, estas actúan como un lubricante que suavizan los labios de tal manera, que no causa ninguna laceración en la piel, alivia el dolor y también, promueven que los labios se hinchen ligeramente y sean más fáciles de sujetar para hacer que los estiramientos sean más fáciles y más rápidos. Todos los días durante 10 a 20 minutos, las niñas tirar a lo largo de la longitud de los labios y de arriba hacia abajo, de manera que después de un tiempo su forma general se mantiene sin cambios, pero aumentan su prominencia más allá de los labios mayores; además, algunas niñas en Uganda y en Ruanda pueden hacer usad de queso de vaca y Ghee. Las mujeres continúan la práctica diaria hasta la edad adulta y algunas incluso llevándolo a cabo cuando se casan.
El alargamiento de los labios se puede realizar individualmente, en parejas o en grupos pequeños. En Mozambique, Malawi, Ruanda y en Uganda, se ha descrito cómo en las zonas rurales, algunas niñas de algunos grupos lingüísticos van a los bosques con otras pares, forman parejas y se sientan una frente otra, cubriendo sus piernas desnudas con un trozo de tela. En este escenario, las chicas estiran sus labios individualmente o pueden ayudarse mutuamente con la extracción.

## Motivaciones
Al igual que otros tipos de modificaciones corporales en los genitales, este tienen un fin decorativo, siendo para las personas atractivo de usarlos. Esto puede estar limitado a algo puramente de gusto estético, o expresar un sentido de singularidad y gratificación. Adicionalmente, el Sinus pudoris en los genitales pueden aumentar el placer sexual de ambos compañeros durante el coito y la masturbación.
Según los San, se realiza para la mejora y gratificación sexual (de ambos miembros) y la estética. Los San dicen que el procedimiento facilita el orgasmo femenino y la eyaculación, y mejora el placer sexual para el varón también. Los labios menores alargados se hinchan más durante la excitación sexual, y al hacerlo, proporcionan un área de superficie mucho más grande para la fricción peneana durante el coito. Esta fricción a su vez ayuda a desencadenar el orgasmo femenino y la eyaculación. Las mujeres Khoi-San del sur de África extienden sus labios para que se adapten al pene como una funda.

## Beneficios e inconvenientes actuales
La tendencia moderna es desear pequeños labios prepúberes en mujeres sexualmente maduras, que incluso algunas que tienen labios genitales más grandes, buscan someterse a la cirugía de reducción labial (labiaplastia), debido a razones estéticas, por incomodidad o dolor durante las relaciones sexuales y puede ser incómodo con el uso de ropa interior o jeans ajustados.
Los labios alargados, se perciben para facilitar el orgasmo y la eyaculación femenina, y se consideran que realza el placer sexual en la pareja. Las mujeres que tienen labios con longitudes desiguales, pueden aumentar el tamaño del más corto para lograr la simetría. También se pueden plegar hacia adentro, bloqueando parcialmente la entrada a la vagina.
Los labios menores alargados también se pueden ser introducidos dentro del canal vagina  para aumentar la fricción y, por lo tanto, el placer. En la provincia de Tete, Mozambique; los labios menores son denominadas “puertas” y, durante las relaciones heterosexuales, se espera que el hombre “abra la puerta”, lo que garantiza que el juego erótico debe ocurrir antes de la penetración. Las mismas narrativas se informan en Uganda; los hombres son "hombres reales" si encuentran tiempo para acariciar los labios, que también son las “puertas” que el hombre tiene que “golpear antes de poder entrar”.
Las chicas Basotho, se involucran en elongación labial para evitar la vergüenza de ser llamados “mujeres frías” por sus parejas masculinas, que podría alegar que “se sienten fríos porque las mantas son demasiado pequeñas” y buscar otras mujeres.

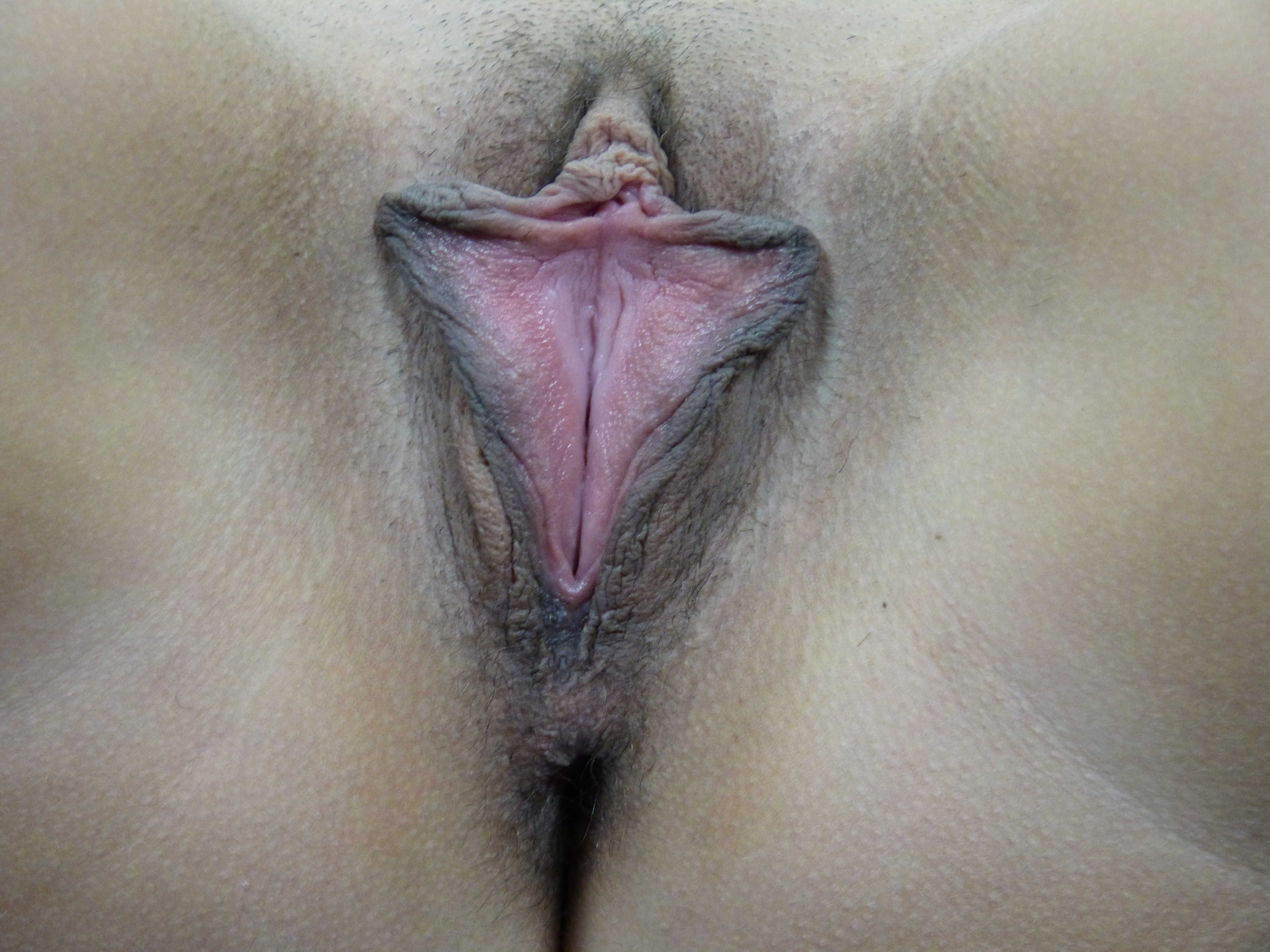
Imagen que muestra una vulva sana típica, con labios menores "agrandados" y "exceso de tejido" en la región del capuchón del clítoris.

## Controversia y legalidad
Aunque la Organización Mundial de la Salud (OMS), incluyó anteriormente el estiramiento labial en la categoría de mutilación genital femenina de tipo IV. En 2008, la Organización Mundial de la Salud reclasificó la práctica como una modificación corporal debido a una percepción de falta de daño y una percepción mucho más positiva de la sexualidad de las mujeres por parte de quienes la practican. Se realiza para la mejora sexual de ambos cónyuges, la estética, la simetría y la gratificación personal.
La práctica del estiramiento labial no viola los derechos de las mujeres, ya que no implica violencia física, a menos que la mujer sea engañada en cuanto a los beneficios de la práctica. Sin embargo, puede ser contraria al derecho consuetudinario africano y los derechos de las mujeres si es contrario a la política pública.

## Riesgos
Los riesgos de los estiramientos labiales parecen ser mínimos. Aunque algunos investigadores han informado hallazgos contradictorios que se limitan principalmente a hinchazón significativa, cortes menores con sangrado leve, picazón, llagas y dolor leve que ocurren durante el momento de las sesiones iniciales, así como informes ocasionales de neurosensibilidad como resultado de los labios hipertróficos.
No hay evidencia que vincule la elongación de los labios menores con un mayor riesgo de ETS o adquisición del VIH; especialmente porque el proceso está completo antes de que la niña se vuelva sexualmente activa.
El principal riesgo parece ser que las mujeres que optan por no someterse al proceso son estigmatizadas y es menos probable que encuentren parejas elegibles entre su tribu. Para este propósito, pueden ser intimidados por varias técnicas de presión psicológica para aceptarlo. Por lo que, los riesgos para la salud reproductiva se consideran menores, limitados a picazón e irritación en el momento del estiramiento activo.
Mientras que algunas mujeres argumentan que el tirar de sus labios menores era una experiencia dolorosa, otros participantes hablaron de experimentar placer durante la práctica. Sin embargo, vale la pena señalar que el elemento del placer solo se asocia con tirar del clítoris y no de los labios interiores.